# Зегужень
Зегужень, Зегужені (рум. Zăgujeni) — село у повіті Караш-Северін в Румунії. Входить до складу комуни Константін-Дайковічу.
Село розташоване на відстані 330 км на захід від Бухареста, 29 км на північний схід від Решиці, 78 км на південний схід від Тімішоари.

## Населення
За даними перепису населення 2002 року у селі проживали 565 осіб.
Національний склад населення села:
| Національність | Кількість осіб | Відсоток |
| -------------- | -------------- | -------- |
| румуни         | 543            | 96,1%    |
| українці       | 11             | 1,9%     |
| цигани         | 8              | 1,4%     |

Рідною мовою назвали:
| Мова       | Кількість осіб | Відсоток |
| ---------- | -------------- | -------- |
| румунська  | 544            | 96,3%    |
| українська | 13             | 2,3%     |
| циганська  | 8              | 1,4%     |